# 육군사관학교 학술정보원
육군사관학교 학술정보원은 생도교육 및 학술 연구에 필요한 학술정보를 지원할 목적으로 1982년에 신축되었다. 2021년 리모델링 후 재개관하여 학습, 문화, 휴식, 소통의 융복합 문화공간을 제공하고 있으며 특히, 군사전문 도서관으로서의 다양한 군사자료를 확보하고 있다.   

## 연혁[1]
육군사관학교 학술정보원은 1982년 4월 (주)대우에서 현 도서관(명칭: 우당도서관)을 건립하였으며 한국건축가협회상(본상), 한국도서관상(한국도서관협회상)을 수상하였다. 1996년 5월부터 국방도서정보시스템을 구축하였고, 2005년 국방디지털 도서관리시스템을 도입, 2010년에는 전자책(e-book) 국방망서비스를 개시했다. 또한, 2012년에는 전자책(e-book) 모바일서비스를 개시 및 국방전자도서관시스템을 도입하는 등 온라인을 통한 자료조사를 원활하게 하기 위해 여러 가지 변혁을 시도했다. 2015년에는 사관학교 통합 도서관리시스템을 구축하였다. 
2018년 10월에는 도서관 리모델링 착공을 시작하였고, 이로 인해 충무관(생도들의 교육시설)으로 임시 이전하였다. 2020년 12월 조직개편에 따라 "도서관"에서 "학술정보원"으로 명칭을 변경하였다. 2021년 5월에 비로소 리모델링을 완공하여 현재의 모습을 갖추게 되었다.

## 설계 및 시공

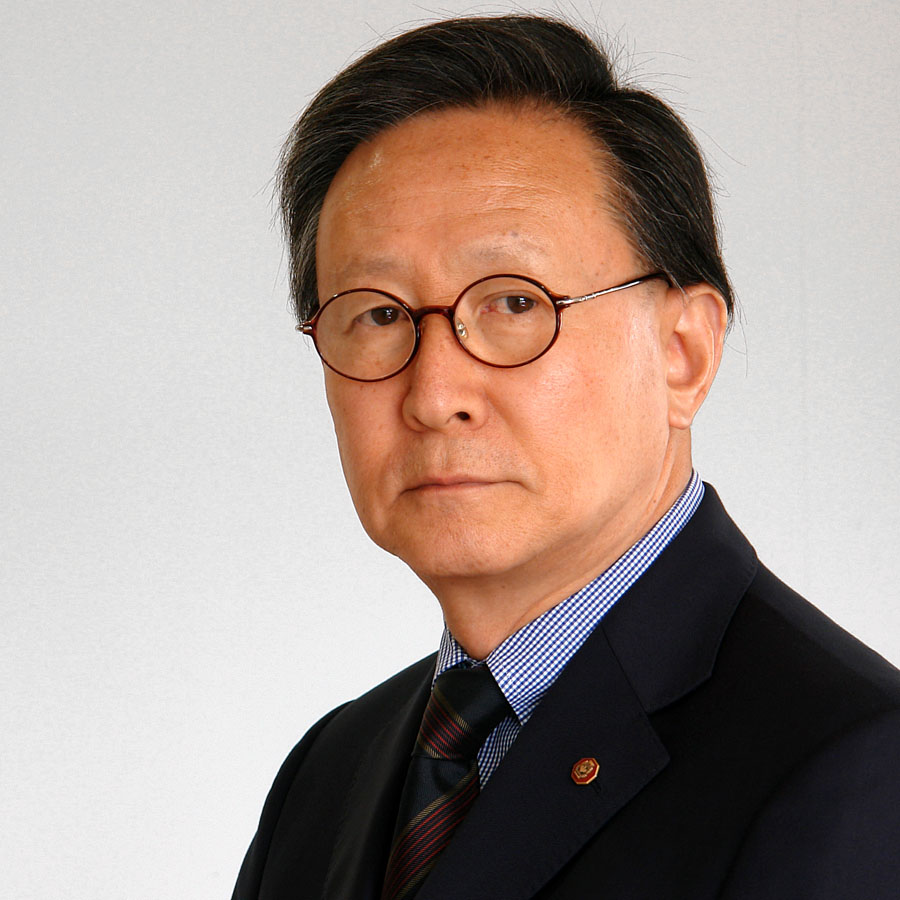
건축가 김종성

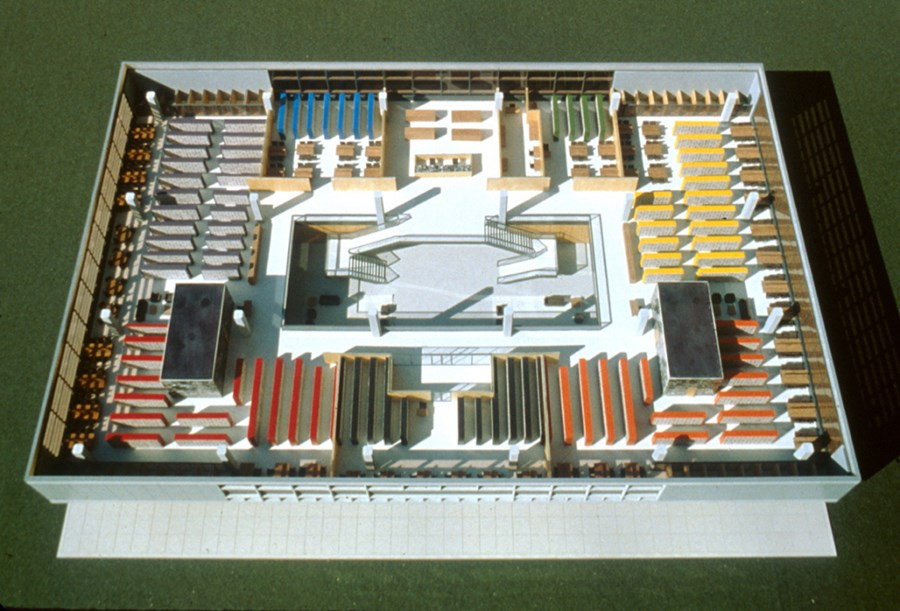
학술정보원 설계도

육군사관학교 학술정보원은 지하 1층, 지상 2층의 개가식으로 서울역사박물관, 서울올림픽 역도 경기장, 밀레니엄 힐튼호텔을 설계한 김종성 건축가가 설계했다. 1983년 한국건축가협회상 본상을, 2019년 '무애25년 건축상'을 수상했다. 참고로 무애25년 건축상은 육사 학교본부 건물을 설계한 바 있는 무애 이광노 건축가의 호를 따서, 준공된 지 25년 이상 경과된 국내 건축물 또는 공간 환경을 대상으로 건축적, 공공적 가치를 인정받는 작품에 수여하는 상으로 2014년 제정됐다. 
| 건축가   | 설계>건축>김종성                   |
| 조직     | 설계>(주)서울건축 종합건축사사무소 |
| 수상현황 | 한국건축가협회상, 본상, 1983       |
| 건축면적 | 2433㎡                             |
| 연면적   | 6573㎡                             |
| 구조     | 철근콘크리트조                     |
| 내부마감 | 화강석                             |

## 학술정보원 시설[3]

### 자료실
| 층   | 구분 |
| ---- | --- |
| 2층  | 일반자료실, 군사자료실(교수저작물), 자유열람실, 특수자료실, 특별서가 - 육사독서프로그램 - 연속간행물 - 여행자료                                                                        |
| 1층  | 이용지원센터(대출실), 디지털커먼스, 그룹토의실(A/B/C), 집중열람실, 스터디카페, 다목적영상실, 교범자료실, 기록물실, 미디어갤러리, 기증자월, 학술정보원장실, 학술정보운영/학술정보지원실 |
| 지하 | 보존서고, 자유열람실, 그룹토의실(D/E/F/G), 디지털갤러리, 힐링미디어월 |

### 특별서가

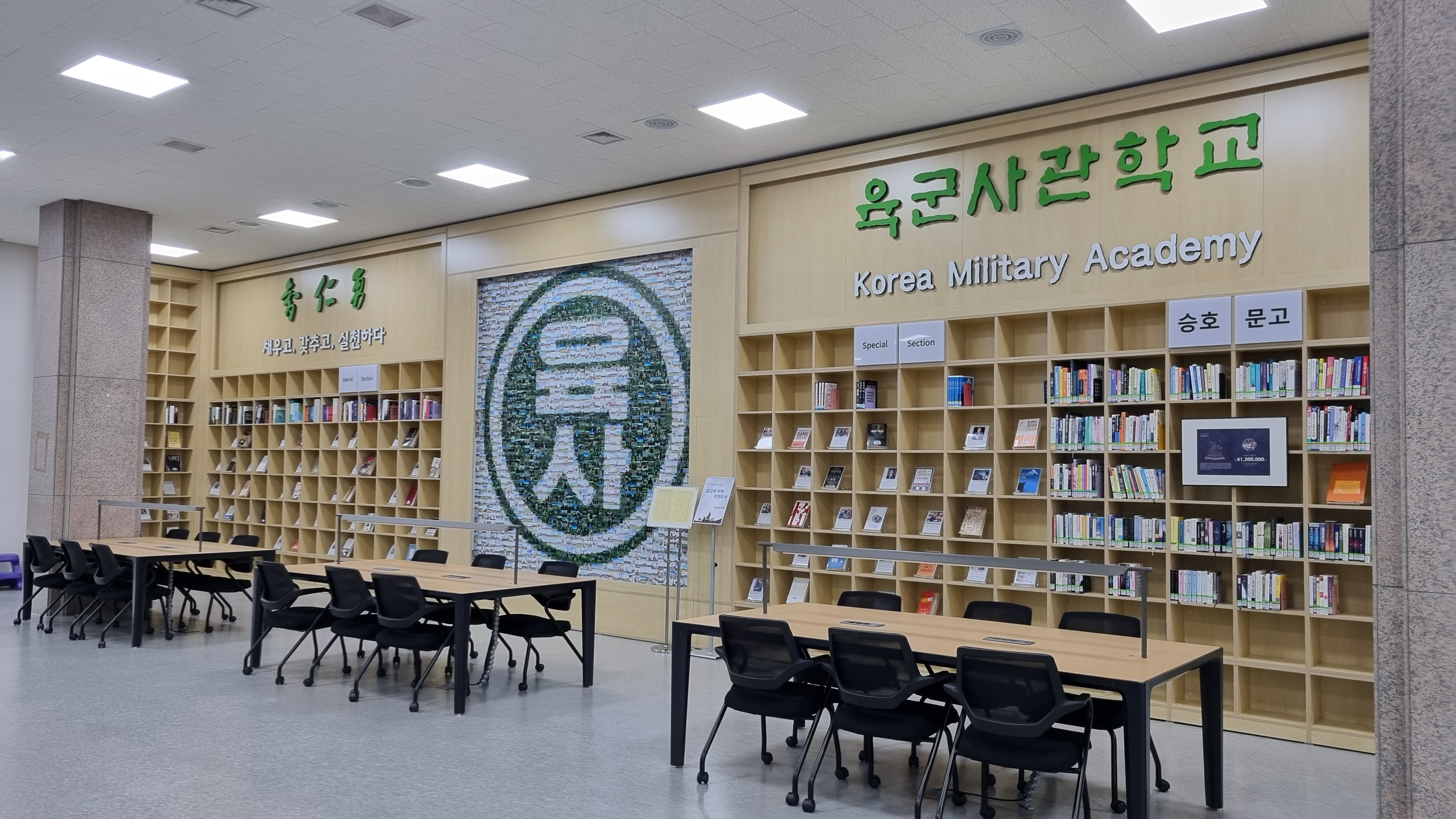
특별서가의 Special Section이다.

특별서가는 학술정보원 2층에 있다. 군사자료실 양 옆에 위치해 있으며 군사자료실을 바라보고 왼쪽에는 Special Section, 오른쪽은 Global Section으로 편성되어 있다. 중앙에는 육사 독서 프로그램 구역이 편성되어 있다. 

#### Special Section
Special Section에는 '장군의 서재'라고 부르는 곳이 있는데, 장군의 서재란 역대 육군사관학교 학교장들을 비롯한 여러 장성급 장교들의 추천도서를 모아놓은 곳이다. 책 한권 당 책꽃이 2칸이 할당되어 한칸에는 책을 두고 다른 한칸에는 해당 도서를 추천한 장군의 사진과 직책, 짧은 서평이 적혀 있는 것이 특징이다.

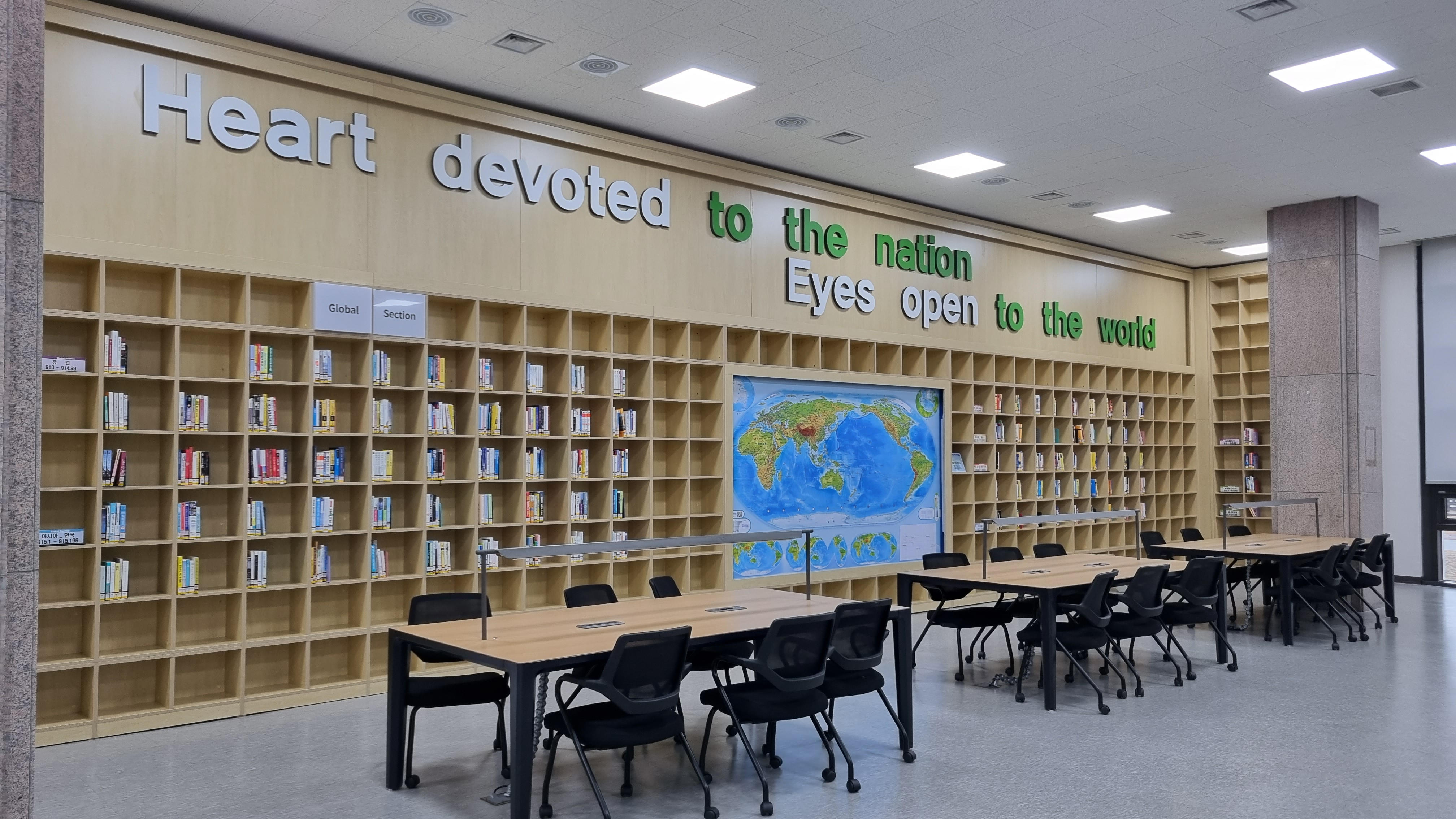
특별서가의 Global Section이다.

#### Global Section
Global Section에는 해외 문화, 해외 여행, 관광지, 외국어 등에 대한 각종 서적이 보관되어 있다. 서재 위에는 'Heart devoted to the nation, Eyes open to the world'라는 문구가 적혀 있다. 이는 육군사관학교의 슬로건으로, '가슴엔 조국을, 두 눈은 세계로'라는 의미를 지니고 있다.

### 디지털 커먼스
디지털 커먼스는 학술정보원 1층에 있다. 이용지원센터 뒤에 있으며 들어가면 좌측에는 자료 검색, 프린트 등을 할 수 있는 공간이 구비되어있고 가운데에는 E-Book을 읽을 수 있는 태블릿, 우측에는 멀티미디어 감상존이 있다.  

디지털 커먼스에 있는 E-Book 시청을 위한 태블릿들이다.

#### E-Book
E-Book은 기본적으로 디지털 커먼스의 중앙에 있는 태블릿으로 이용할 수 있으나 굳이 디지털 커먼스의 태블릿이 아니더라도 본인의 인터넷PC 및 모바일로도 이용가능하다. 학술정보원의 E-Book을 이용하기 위해서 우선 학술정보원 홈페이지에 회원가입을 해야한다. 최초 1회에 한해 로그인 후 pw 수정을 해야한다. 인터넷PC의 경우 학술정보원 홈페이지의 전자책 탭에서 이용가능하고, 모바일의 경우에는 '교보문고 전자도서관'앱을 설치한 후 도서관 검색에서 '육군'을 선택하면 이용할 수 있다.

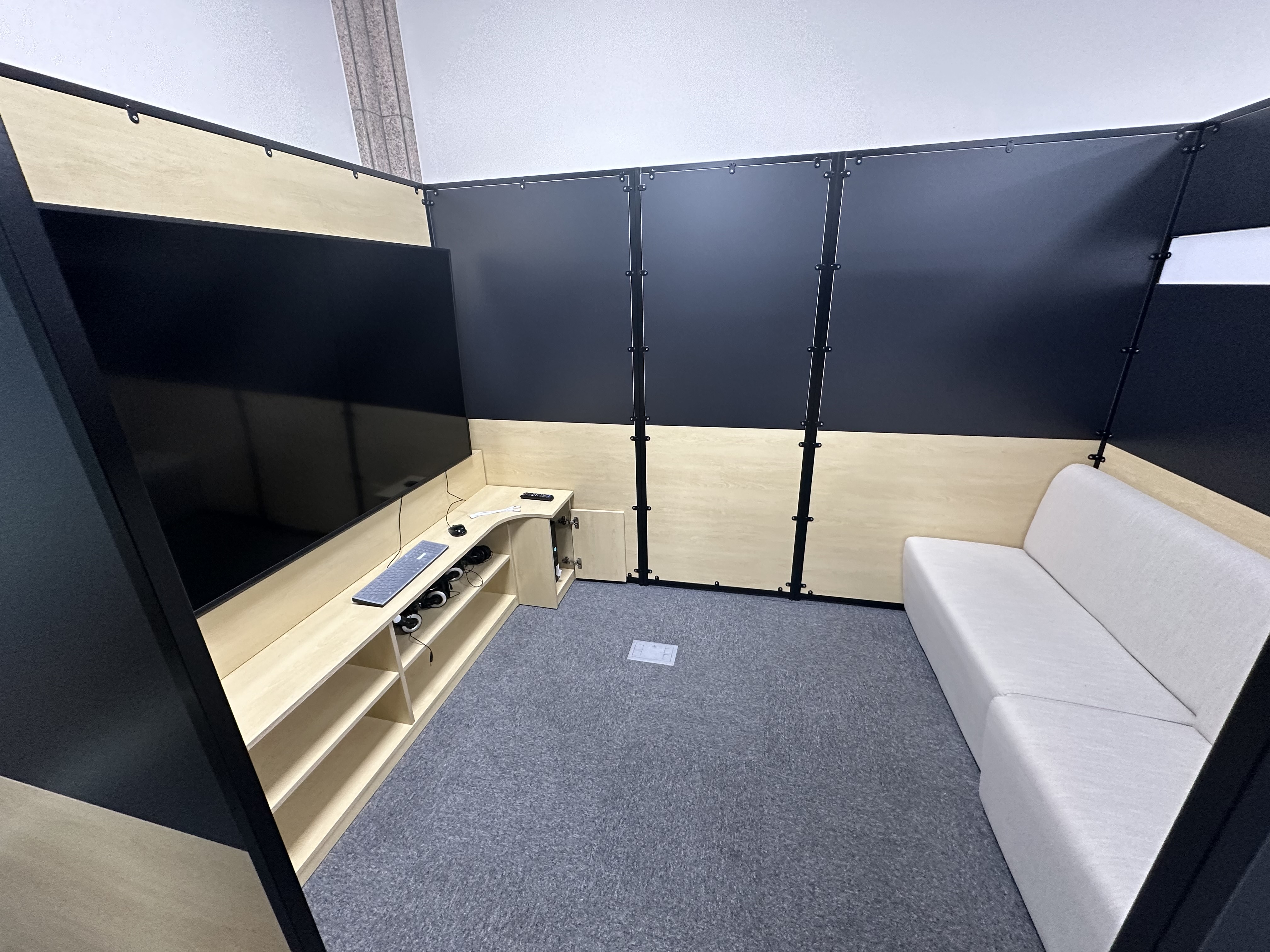
디지털 커먼스의 멀티미디어 감상존이다.

#### 멀티미디어 감상존
멀티미디어 감상존은 영상 자료 및 영화 자료를 대출하고 시청할 수 있는 공간이다. 다양한 영화와 역대 육군사관학교 졸업식 및 화랑의식 등 다양한 DVD자료가 있다. 영상을 감상할 수 있는 미디어 감상실은 11개가 있으며, 멀티미디어 자료는 인당 최대 3편을 5일간 대출할 수 있다.

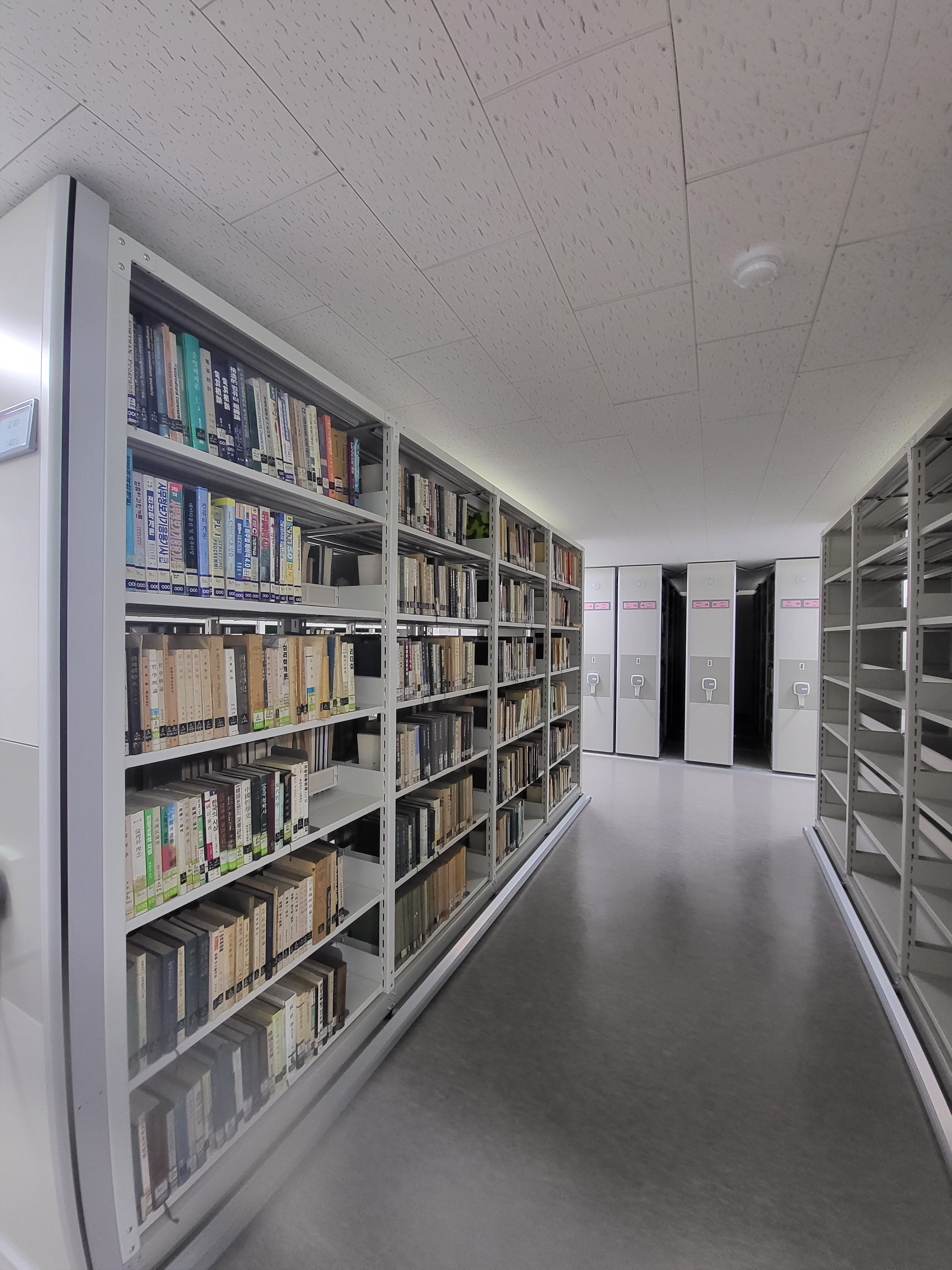
보존서고의 사진이다.

### 보존서고
보존서고에는 발행기간이 장시간 경과되었거나 동일자료가 여러권 있는 경우 도서를 보관한다. 자료검색 후 소장처가 보존서고(지하), 보존서고(군사)(지하), 보존서고-2(지하) 등에 있는 자료는 이용지원센터로 신청하거나 검색결과에 보존서고 신청을 클릭하면 열람 및 대출이 가능하다.

### 육사 독서 프로그램
육사 독서 프로그램 구역에는 2022년 11월 기준으로 ‘22년 별빛과 함께하는 책 읽기-손자병법과 독서법’ 행사에 관련한 도서들이 나열되어 있다. 책 읽기 행사가 열리는 장소이기도 하며, 강사님을 초청하여 책에 대한 강의를 듣고 생도들이 토론하며 도서를 즐기는 장소이다.

### 특수자료실
특수자료실은 학술정보원 2층에 있다. 이름답게 쉽게 접근할 수 없고, 담당 사서의 동반 하에 입장이 가능하다. 

## 이용 안내[4]

### 예약 시설

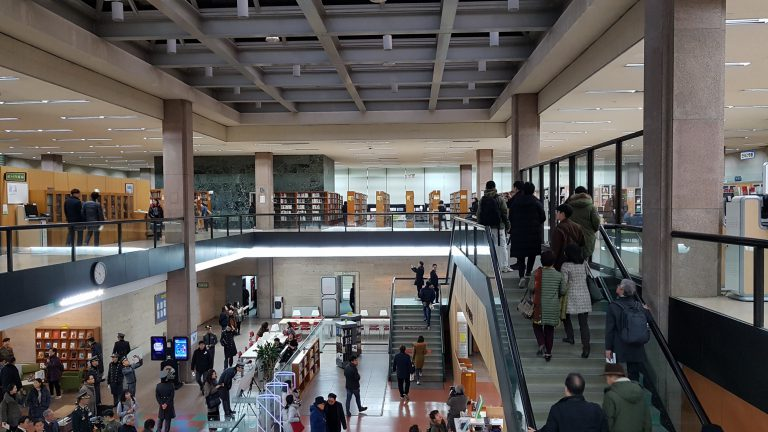
육군사관학교 학술정보원 내부

#### 그룹스터디룸/다목적영상실 안내
| 구분         | 명칭          | 위치             | 좌석수 | 기간      | 비고         |
| ------------ | ------------- | ---------------- | ------ | --------- | ------------ |
| 다목적영상실 | 다목적영상실  | 1층              | 52     | 1일 2시간 |              |
| 그룹스터디룸 | 그룹스터디룸A | 1층              | 8      | 1일 2시간 | 통합사용가능 |
| 그룹스터디룸 | 그룹스터디룸B | 1층              | 8      | 1일 2시간 | 통합사용가능 |
| 그룹스터디룸 | 그룹스터디룸C | 1층              | 12     | 1일 2시간 |              |
| 그룹스터디룸 | 그룹스터디룸D | 지하             | 6      | 1일 2시간 | 통합사용가능 |
| 그룹스터디룸 | 그룹스터디룸E | 지하             | 6      | 1일 2시간 | 통합사용가능 |
| 그룹스터디룸 | 그룹스터디룸F | 지하             | 16     | 1일 2시간 | 통합사용가능 |
| 그룹스터디룸 | 그룹스터디룸G | 지하(컨테이너형) | 8      | 1일 2시간 | 통합사용가능 |

- 학술정보원 홈페이지에서 예약한 후 사용 가능
- 1회 60분(최대 2시간 사용)
- 학술정보원 운영시간과 동일하게 사용 가능
- 예약은 사용하려는 7일 전부터 당일까지 가능
- 사용 당일 1층 이용지원센터에서 직원의 안내를 받아 입실하여 사용
- 다음 사용자를 위해 정리정돈 후 퇴실

### 개관 시간
| 구분                | 운영시간    |                        |
| ------------------- | ----------- | ---------------------- |
| 월요일~목요일       | 08:00~22:00 |                        |
| 금요일              | 08:00~21:00 |                        |
| 토요일/일요일       | 13:00~17:00 | (시험기간 09:00~21:00) |
| 공휴일              | 휴관        |                        |
| 생도 훈련/휴가 기간 | 08:00~17:00 |                        |

### 대출 정책
| 구분                             | 일반도서 | 일반도서 | 일반도서 | 멀티미디어 | 멀티미디어 |
| -------------------------------- | -------- | -------- | -------- | ---------- | ---------- |
| 구분                             | 권수(권) | 기간(일) | 연장     | 편수(편)   | 기간(일)   |
| 교수                             | 60       | 60       | 2회      | 3          | 5          |
| 육사 간부 (장교, 부사관, 군무원) | 20       | 15       | 2회      | 3          | 5          |
| 생도                             | 20       | 15       | 2회      | 3          | 5          |
| 가족/용사                        | 5        | 15       | 1회      | 대출불가   | 대출불가   |

### 연체 및 분실
- 대출기한 내 반납하지 않으면 연체가 적용되며 반납 전까지 대출이 중지된다.
- 대출한 자료를 분실 및 파손했을 경우 동일한 자료를 구입하여 변상해야 한다.

### 자료 연장
- 학술정보원 홈체이지 로그인 후 'My Library'에서 연장 신청
- 1회 15일 연장되며 최대 2회 연장 가능(가족, 용사의 경우 1회)
- 연체 및 예약자료는 연장 불가능

### 예약 이용 방법
- 학술정보원 홈페이지에서 자료를 검색하여 자료 상태가 '대출 중' 경우 예약이 가능하다. 이 경우 오른쪽 '예약신청'을 클릭하며 예약신청이 완료된다. (대출자료에 한하여 예약신청가능)
- 예약도서가 반납되면 개인 이메일로 대출 안내가 발송된다. 안내 메일이 발송되며 5일 이내에 대출해야 한다. 기간 내 미대출 시 예약이 취소되며 다음 예약자에게 예약이 넘어간다.
- 예약 확인/취소를 원하는 경우 홈페이지 로그인 후 'My Library-대출연장/예약'에서 신청 내역 확인 및 취소할 수 있다.

## 연구/수업 지원

### 신입생도(통합교육생도) 및 전입 간부 이용교육

#### 교육일정
- 신입생도: 매 학기 초 1회
- 통합교육생도: 매 주기 오리엔테이션 기간 중
- 전입 간부: 수시

#### 교육 내용
- 도서관 소개 및 이용법

### 학술 DB 검색 및 활용법 교육, 실습
4학년 생도의 졸업 논문 작성을 지원하기 위하여 졸업논문 작성 참고자료(작성용 템플릿 포함) 지원 및 이용 교육

#### 교육 일정
- 매년 10월~11월, 수시

#### 교육 내용
- 전자저널 및 원문검색법, RISS 및 국회전자도서관 이용법 실습

### 육사 독서 프로그램
육군사관학교의 모든 생도들은 학교에서 선정한 교과과정 연계도서 및 고전, 교양 명저 200선 중 64권을 독서 멘토인 교수 및 훈육요원과 함께 읽고 토론하는 독서 프로그램에 참여한다. 

## 학술정보원 홈페이지
학술정보원 홈페이지에서는 각종 학술정보원에 대한 정보들을 제공한다. 문의사항에 대한 답변을 받거나 E-Book을 이용할 수도 있다. 그 외에도 대출,  이력, 대출 조회, 예약 조회, 소장 자료 검색 등 다양한 기능을 제공한다. 최근에 홈페이지가 리뉴얼 되어 효용성이 높아졌으며 모바일 학술정보원 홈페이지와는 같은 인터넷 주소를 공유한다.

### 회원가입
회원가입은 1층 이용지원센터에서 최초 이용자 등록을 하게되면 자동으로 진행된다. 이용자 등록은 육사의 생도, 간부 및 가족, 병사에 한해서만 가능하다. 이용자 등록을 위해서 생도들은 생도신분증, 병사들은 나라사랑카드, 간부들은 공무원증, 간부 가족들은 신용카드를 지참해야 한다. ID와 비밀번호는 이용자 등록 시 확인 가능하며, 비밀번호의 경우 로그인 후 원하는 비밀번호로 변경 가능하다.

## 참고 문헌
서울, 육군사관학교 (1996).<대한민국 육군사관학교 50년사 1946-1996>. 서울:육군사관학교. 126-129쪽.